# Gare de La Chapelle-sur-Loire
Gare de La Chapelle-sur-Loire – stacja kolejowa w La Chapelle-sur-Loire, w departamencie Indre i Loara, w Regionie Centralnym, we Francji.
Jest stacją Société nationale des chemins de fer français (SNCF), obsługiwaną przez pociągi TER Centre.